# 王宗兴
王宗兴（？—），湖北人，中国男子篮球运动员，前中国国家男子篮球队成员，曾随队参加1978年亚洲运动会，结果获得冠军。退役后曾任湖北省女篮教练、国家女子篮球队教练。